# Friedrich Donnenfeld
Friedrich Donenfeld (17 de enero de 1912 - 20 de marzo de 1976) fue un jugador y entrenador de fútbol profesional austriaco.
Jugó para Thalia Wien, Hakoah Vienna, Maccabi Tel Aviv, Olympique de Marseille y Red Star F.C .
Entrenó la selección de fútbol de Colombia, el club Atlético Junior, la selección de fútbol de Holanda, el Fortuna Sittard, el DHC, el Enschedese Boys, el VV DOS, el FC Twente, el MVV el y PEC Zwolle, entre otros.

## Clubes

### Como jugador
| Club                  | País    | Temporadas |
| --------------------- | ------- | ---------- |
| Thalia Wien           | Austria | 1927-1930  |
| Hakoah Viena          | Austria | 1930-1936  |
| Maccabi Tel Aviv      | Israel  | 1936-1937  |
| Olympique de Marsella | Francia | 1937-1943  |
| Red Star              | Francia | 1944-1946  |

### Como entrenador
| Club                          | País         | Temporadas |
| ----------------------------- | ------------ | ---------- |
| Selección Colombia            | Colombia     | 1949       |
| Junior de Barranquilla        | Colombia     | 1951-1953  |
| XerxesDZB                     | Países Bajos | 1953-1955  |
| ADO La Haya                   | Países Bajos | 1955       |
| Selección de los Países Bajos | Países Bajos | 1955-1957  |
| Fortuna Sittard               | Países Bajos | 1956-1957  |
| Enschedese Boys               | Países Bajos | 1958-1959  |
| Fortuna Sittard               | Países Bajos | 1959-1961  |
| DHC Delft                     | Países Bajos | 1961-1962  |
| SC Enschede                   | Países Bajos | 1962-1965  |
| Twente                        | Países Bajos | 1965-1966  |
| MVV Maastricht                | Países Bajos | 1966-1968  |
| DHSC                          | Países Bajos | 1968-1969  |
| PSV Eindhoven                 | Países Bajos | 1970-1973  |
| PEC Zwolle                    | Países Bajos | 1974-1975  |

## Anexos
- Anexo:Entrenadores de la selección de fútbol de Colombia
- Anexo:Entrenadores de Junior de Barranquilla
- Anexo:Entrenadores de la selección de fútbol de los Países Bajos